# 布施勉
布施 勉（ふせ つとむ、1941年2月25日 - 2024年7月8日）は、日本の国際法学者。法学博士（中央大学）で、2008年から2014年まで横浜市立大学学長を務めた。弟に歌手で俳優の布施明がいる。

## 人物
東京都出身で都立国立高校を経て中央大学法学部を卒業後に大学院博士課程で学ぶ。
日本の国際海洋法草分けの一人とされる。国際海洋法学会理事・企画評議会議長として海洋法の発展に国際的な貢献をした。
テレビ神奈川（tvk）で番組審議会委員を務めたことがあるがテレビ、ラジオの報道番組や情報番組のキャスターやコメンテーター、タレント活動は行ったことはない。

## 略歴
- 1965年3月 - 中央大学法学部卒業
- 1973年3月 - 中央大学大学院法学研究科博士課程満期退学
- 明星大学経済学部講師、亜細亜大学国際関係学部講師、高岡法科大学法学部助教授
- 1993年4月 - 横浜市立大学文理学部教授、改組により国際文化学部教授、国際総合科学部教授
- 2005年4月 - 横浜市立大学副学長
- 2006年3月 - 横浜市立大学退職
- 2006年4月 - 横浜市立大学名誉教授
- 2006年4月 - 横浜市立大学顧問（2006年5月まで）
- 2006年5月 - 横浜市代表監査委員
- 2008年4月 - 横浜市立大学学長
- 2014年3月 - 横浜市立大学学長退任

## 主な著書
- 「深海海底資源と国際法」　鷲見一夫他共著　明星大学出版部　1979年
- 「現代国際関係の法的諸問題・経塚作太郎先生還暦記念」　瀬川善信共編著　牛歩会　1986年
- 「国際海洋法序説」　酒井書店　1988年
- 「世界のしくみ全系列地図・一国の論理と世界のシステム」　監修　二期出版　1993年
- 「海洋、それは人類の未来（海洋問題世界委員会報告書）」　川上壮一郎共監訳　中央学院大学社会システム研究所　成文堂　2001年